# Empogona concolor
Espèce
Synonymes
- Tricalysia concolor N.Hallé[1]

Statut de conservation UICN

 VU D2 : Vulnérable
Empogona concolor est une espèce de plantes de la famille des Rubiaceae.

## Publication originale
- Annals of the Missouri Botanical Garden 96(1): 207. 2009.